# 纳粹优生学

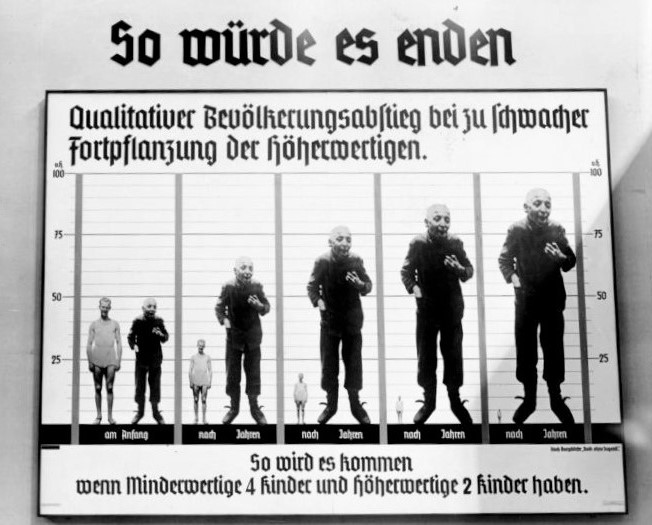
1935年柏林“生命奇迹”的展览上，一张展示有關人口优生学內容的海报。海報上說的是相对于“优等种族”（Höherwertige），“劣等种族”（Minderwertige）的生育率更高。

纳粹优生学，是由纳粹德国提出的一種优生学说，是纳粹主义理论的一种。该学说認為要通过人工選擇篩選出符合“北欧人种”/“雅利安人种”特征的人群並藉此來提高德国人的人口素质。
受同时期美国（尤其是加利福尼亚州）的启发，希特勒在上台前就資助和支持德国國內的优生学研究。希特勒上台後將优生学纳入到政府的种族政策之中。
纳粹优生政策將消滅目标瞄準德國境內“不配活下去”的人，包括被监禁者、异见者、退化病者，因遗传而导致的身体或智力有缺陷（两者被统称为弱智）者。被诊断为“弱智”的人是强制绝育的主要目标，以下提到的人也會被歸類為弱智：
- 癫痫患者；
- 精神分裂症患者；[3]
- 躁鬱症患者；
- 腦性麻痺或肌肉萎缩症患者；
- 自閉症譜系障礙及注意力不足過動症的兒童
- 视力 / 听力受损者；
- 同性恋者或異性裝扮者（在当时的德国，异性装扮者指双性人、跨性别者，尤指跨性别女性）；
- 任何被被认为是愚钝、疲弱、疯癫的人。
- 患有任何精神科之疾患者

```
[
4
]
[
5
]
```

在优生计划实施过程中，有超过40万人被强制绝育。在T-4行动中，30万人被杀害。数千人死于强制绝育手术后的并发症，这其中大部分的受害者是被强制实施輸卵管結紮的女性。
1935年6月，希特勒及其内阁发布了七项法令，在其中第五条法令有提到要要求加快绝育进度。希特勒認為实施强制绝育以及灭杀精神病患者，对于减轻精神病院过度拥挤的压力有不小的效果。1939年9月1日，即德国军队進攻波兰的那一天，希特勒開始實施杀死精神病患者的计划。该计划从未以立法的方式對外公佈，但希特勒保证，所有参与者都不会受到法律的惩戒。